# Жакареаканга

Жакареаканга на карте штата.

Жакареаканга (порт. Jacareacanga) — муниципалитет в Бразилии, входит в штат Пара. Составная часть мезорегиона Юго-запад штата Пара. Входит в экономико-статистический микрорегион Итаитуба. Население составляет 14 103 человека на 2010 год. Занимает площадь 53 304,210 км². Плотность населения — 0,26 чел./км².

## Демография
Согласно сведениям, собранным в ходе переписи 2010 г. Национальным институтом географии и статистики (IBGE), население муниципалитета составляет:
| Полное население                               | Полное население                               | Полное население                               | Полное население                               | 14 103 |
| ---------------------------------------------- | ---------------------------------------------- | ---------------------------------------------- | ---------------------------------------------- | ------ |
| в том числе:                                   | Городское население                            | 4930                                           | Процент городского населения, %                | 34,96  |
|                                                | Сельское население                             | 9173                                           | Процент сельского населения, %                 | 65,04  |
|                                                | Мужское население                              | 8037                                           | Процент мужского населения, %                  | 56,99  |
|                                                | Женское население                              | 6066                                           | Процент женского населения, %                  | 43,01  |
| Плотность населения, чел/км²                   | Плотность населения, чел/км²                   | Плотность населения, чел/км²                   | Плотность населения, чел/км²                   | 0,26   |
| Население муниципалитета в % к населению штата | Население муниципалитета в % к населению штата | Население муниципалитета в % к населению штата | Население муниципалитета в % к населению штата | 0,19   |

По данным оценки 2015 года, население муниципалитета составляет 41 487 жителей.

## Статистика
- Валовой внутренний продукт на 2003 год составляет 35 599 203,00 реалов (данные: Бразильский институт географии и статистики).
- Валовой внутренний продукт на душу населения на 2003 год составляет 1194,81 реалов (данные: Бразильский институт географии и статистики).
- Индекс развития человеческого потенциала на 2000 год составляет 0,652 (данные: Программа развития ООН).

## Административное деление
Муниципалитет состоит из 2 дистриктов:
| № | Наименование дистрикта | Наименование дистрикта (порт.) | Территория, км² | Население, чел.(2010) | Население, чел.(2010) | Население, чел.(2010) | Плотность, чел./км² | Код дистрикта |
| № | Наименование дистрикта | Наименование дистрикта (порт.) | Территория, км² | всего                 | городское             | сельское              | Плотность, чел./км² | Код дистрикта |
| 1 | Жакареаканга           | Jacareacanga                   | 52 041,02       | 12 688                | 4690                  | 7998                  | 0,24                | 150375405     |
| 2 | Порту-Рику             | Porto Rico                     | 1263,19         | 1415                  | 240                   | 1175                  | 1,12                | 150375420     |

## Важнейшие населенные пункты
| № | Населённый пункт | Населённый пункт (порт.) | Категория | Население чел. (2010) | На карте                       |
| - | ---------------- | ------------------------ | --------- | --------------------- | ------------------------------ |
| 1 | Жакареаканга     | Jacareacanga             | город     | 4690                  | 6°13′19″ ю. ш. 57°45′31″ з. д. |
| 2 | Гаримпу-Сан-Жозе | Garimpo São José         | поселок   | 249                   | 6°07′47″ ю. ш. 57°24′06″ з. д. |
| 3 | Порту-Рику       | Porto Rico               | поселок   | 240                   | 6°06′24″ ю. ш. 57°22′47″ з. д. |
| 4 | Судариу          | Sudário                  | поселок   | 129                   | 7°00′26″ ю. ш. 56°54′13″ з. д. |